# David Seymour
David Seymour, másképp Chim (a Szymin vezetéknév rövidítése), eredeti néven Dawid Szymin (Varsó, 1911. november 20. – 1956. november 10.) lengyel fotográfus, fotóriporter.

## Élete
David Szymin néven született Varsóban 1911-ben. Először Lipcsében tanult grafikát, majd 1932-ben Párizsba ment, ahol a Sorbonne-on kémia és fizika szakra járt.
David Rappaport, a Szymin család egyik barátja, aki az úttörő Rap képügynökség tulajdonosa volt, kölcsönzött neki egy fényképezőgépet, így annak ellenére, hogy képzetlen volt, munkát kapott. Az 1930-as években vált ismertté a francia népfrontról és a spanyol polgárháborúról készített képeivel. 1934-ben már Chim néven írta alá a képeit és a Paris-Soir s a Regards című francia hetilapokban publikálta őket. Ekkoriban ismerkedett meg és barátkozott össze Robert Capával és Henri Cartier-Bressonnal.
1936-tól 1938-ig a spanyol polgárháborút fényképezte, amikor 1939-ben vége lett a harcoknak, százötvenezer száműzött spanyol köztársasági Mexikóba utazását dokumentálta a Paris Match-nek. A második világháború elején New Yorkba ment, ahol felvette a David Seymour nevet, és 1942-től kezdve az Egyesült Államok hadseregeben szolgált felderítő fényképek értelmezőjeként. Lengyelországban maradt szüleit a háború során megölték a nácik.
1947-ben Chim, Robert Capa, Henri Cartier-Bresson, George Rodger és William Vandivert megalapította a Magnum fotóügynökséget.
1948-ban Chimet megbízta az UNICEF, hogy örökítse meg a háború gyermekekre gyakorolt hatását – ennek során Magyarországra is ellátogatott. Az Európa gyermekei Chim legismertebb sorozata lett, a Life magazine 1948-ban publikálta, majd könyv formájában is megjelent 1949-ben. Ezután Chim portré- és riportmegbízásokat vállalt nagy nemzetközi újságoknak, Európában készített anyagokat, hollywoodi sztárokat és az izraeli állam megalakulását fényképezte.
1954-ben, Capa halála után, ő lett a Magnum elnöke. Chim 1956-ban Szuezbe ment tudósítani, hogy megörökítsen egy fogolycserét, ahol egy egyiptomi géppuska golyója eltalálta.  

## Magyarul megjelent művei
- A háború gyermekei. Fényképek Európa árváiról; kurátor Carole Naggar, szerk. Kaposi Dorka; Deák 17 Gyermek és Ifjúsági Művészeti Galéria, Bp., 2016
- A tetten ért halál. Robert Capa, Gerda Taro és Chim fényképei; előszó Jay Allen, ford. Lukács Laura; Park, Bp., 2021

## Galéria

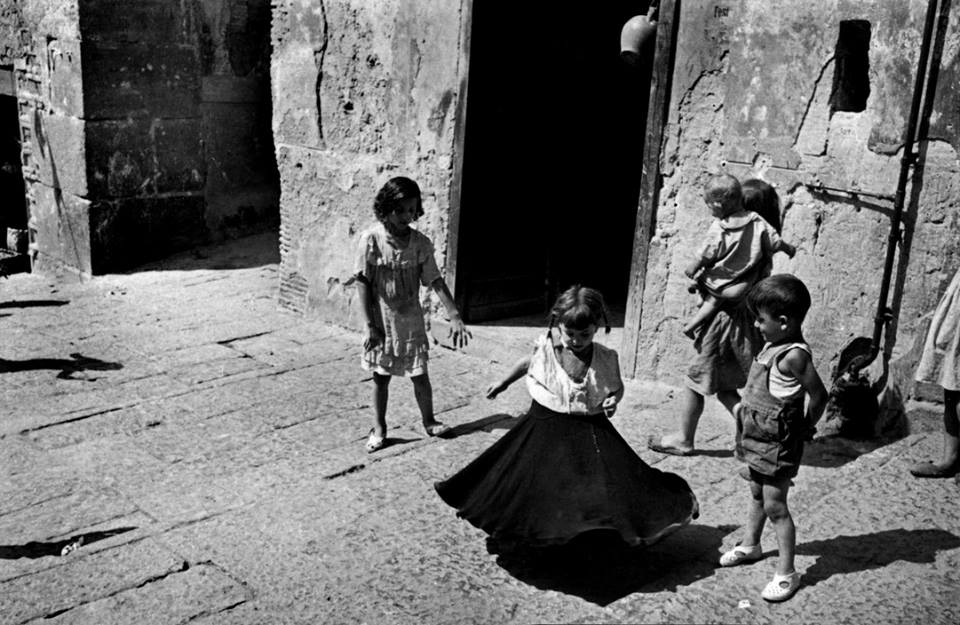
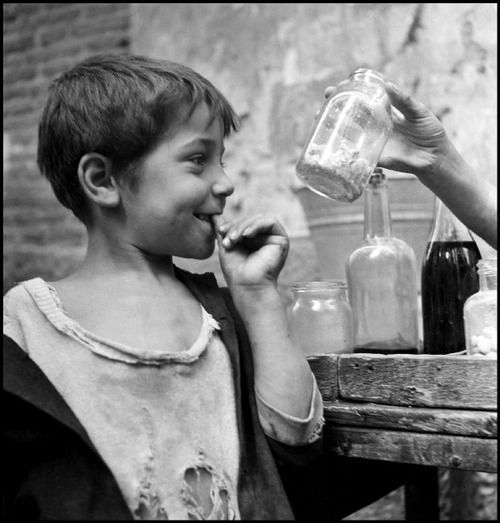
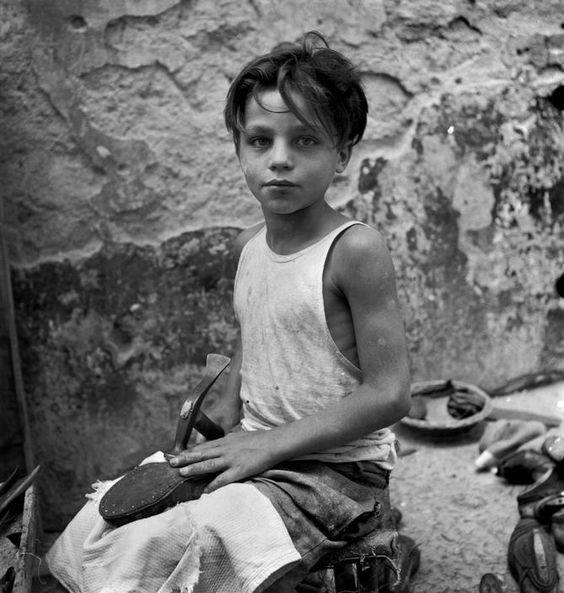
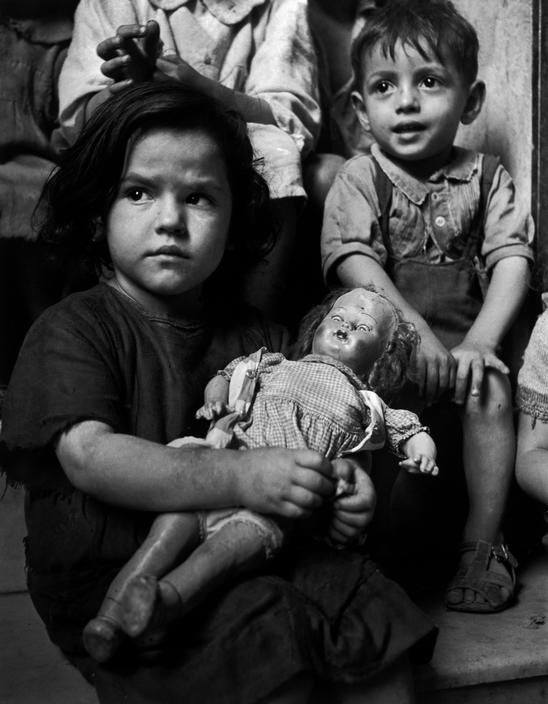
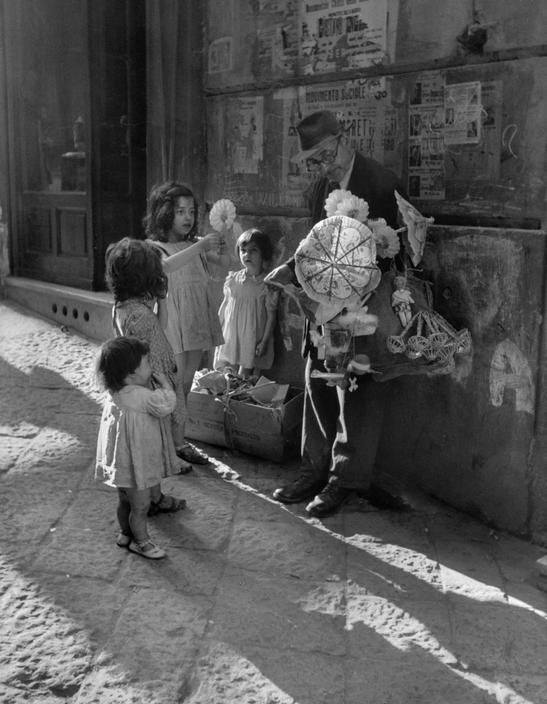
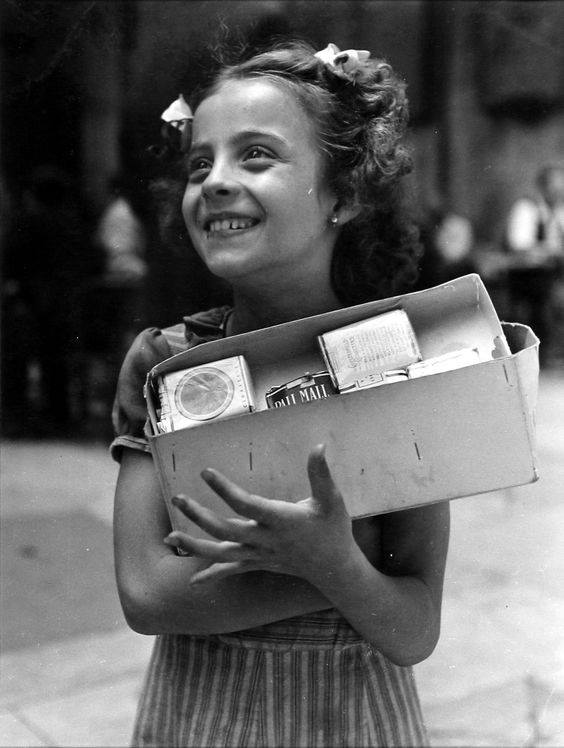
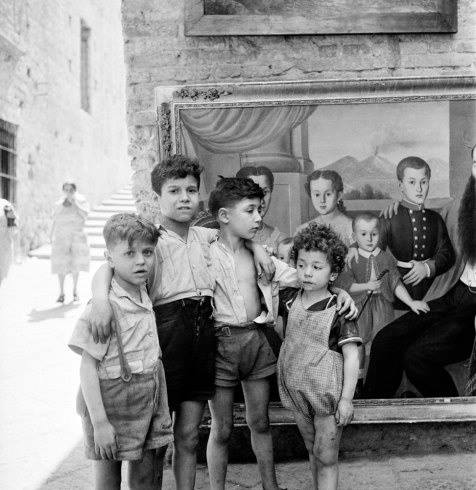
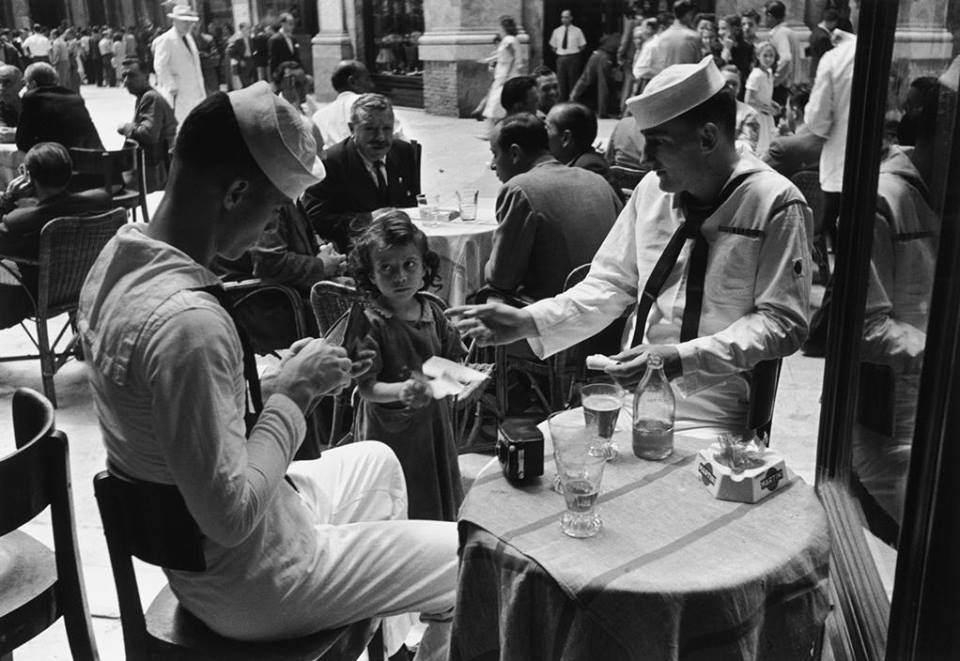
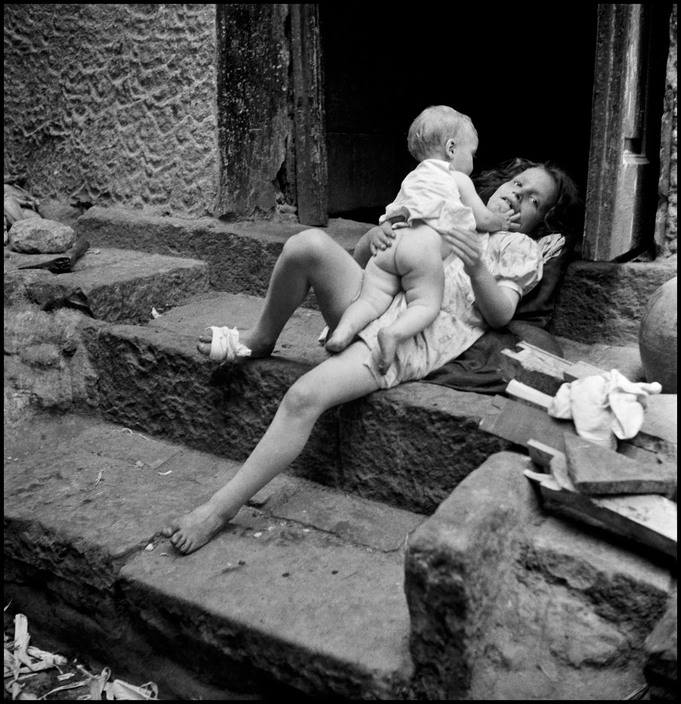